# Oldemburgo (Baixa Saxônia)
Oldemburgo (em alemão Oldenburg) é uma cidade da Alemanha localizada no estado da Baixa Saxônia.
Oldemburgo é uma cidade independente (kreisfreie Stadt, ou distrito urbano: Stadtkreis), possuindo estatuto de distrito (Kreis).